# Далла Коста, Мелания
Мелания Далла Коста (итал. Melania Dalla Costa; род. 25 февраля 1988, Маростика)  — итало-французская актриса
, сценаристка, продюсер, режиссёр и активистка.
Далла Коста была свидетельницей кампании Организации Объединённых Наций (ЮНИКРИ) против насилия в отношении женщин в 2019 году, которая была проведена 25 ноября в Международный день борьбы за ликвидацию насилия в отношении женщин.
Она была автором, продюсером и ведущей актрисой фильма «I Sogni Sospesi», который был показан на 76-м Венецианском международном кинофестивале. Она получила несколько наград и номинаций за фильм.  Она впервые в 2014 г. появилась как актрисой в фильме «Saap Opera Un posto al Sole».

## Фильмография
- 2014 — Un posto al sole
- 2015 — Only When I'm Alone I Find Myself and I Often Check If I'm Lost
- 2016 — Mr. Snow White
- 2016 — Cotton Prince
- 2017 — Three
- 2018 — Immaturi - La serie
- 2018 — Stato di ebbrezza
- 2018 — I sogni sospesi
- 2020 — Gli Ultimi Resti
- 2022 — La seconda via